# Pitcorthie House
Pitcorthie House war ein Herrenhaus und ist eine Villa nahe der schottischen Ortschaft Colinsburgh in der Council Area Fife. 2014 wurde die Villa als Einzeldenkmal in die schottischen Denkmallisten in der höchsten Denkmalkategorie A aufgenommen.

## Geschichte
Das klassizistische Pitcorthie House wurde um 1820 für George Simson erbaut. Um 1901 erwarb der liberale Politiker Andrew Grant das Anwesen. Nach einem Brand wurde das Herrenhaus um 1950 abgebrochen. An der zweistöckigen Hauptfassade trat ein ionischer Portikus heraus.
Am Standort wurde zwischen 1964 und 1967 die heutige Villa Pitcorthie House errichtet. Den Entwurf lieferte Trevor Dannatt, der zu den bedeutenden schottischen Architekten der Moderne gerechnet wird. Es ist eines von wenigen Wohngebäuden Dannatts und das einzige Gebäude, das Dannatt jemals für einen Privatkunden in Schottland ausführte. Pitcorthie House wurde als Ferienhaus auf dem Anwesen von Robert Lindsay, 29. Earl of Crawford errichtet. Die Villa ist weitgehend unverändert erhalten. Sie kann heute als Ferienhaus angemietet werden.

## Beschreibung
Die einstöckige Villa steht isoliert rund 1,2 km nordöstlich von Colinsburgh. Ihr Mauerwerk besteht aus grob behauenem Sandstein mit verschiedenen Backsteinapplikationen. Der westliche Bauteil schließt mit einem flachen Pultdach, das als holzverkleidetes Vordach über den Eingangsbereich gezogen ist und sich auch rechts über die Veranda erstreckt. In die Struktur geschoben schließt sich der östliche Bauteil mit Flachdach an. Entlang der Südfassade ist ein durchgängiges Element aluminiumgerahmter Fenster gezogen.